# Constantin Drumen
Constantin Drumen (n. 29 iulie 1950 – d. 24 decembrie 2024) a fost un deputat român în legislatura 1996-2000, ales în județul Gorj pe listele partidului PNȚCD. Constantin Drumen a devenit parlamentar independent din martie 1999. În cadrul activității sale parlamentare, Constantin Drumen a fost membru în grupurile parlamentare de prietenie cu Marele Ducat de Luxemburg și Republica Indonezia.